# Oscar Hammerstein II
Oscar Hammerstein II (12. července 1895 New York – 23. srpna 1960 Doylestown) byl americký textař. V letech 1912 až 1916 studoval na Kolumbijské univerzitě. Spolupracoval například se skladatelem Jeromem Kernem (muzikál Show Boat). Při mnoha příležitostech spolupracoval s Richardem Rodgersem. Z jejich spolupráce vzešly například muzikály Oklahoma!, Carousel a South Pacific. Je autorem textů k více než osmi stům písním.